# Diceratella revoilii
Diceratella revoilii là một loài thực vật có hoa trong họ Cải. Loài này được (Franch.) Jonsell mô tả khoa học đầu tiên.